# Sibyrtios

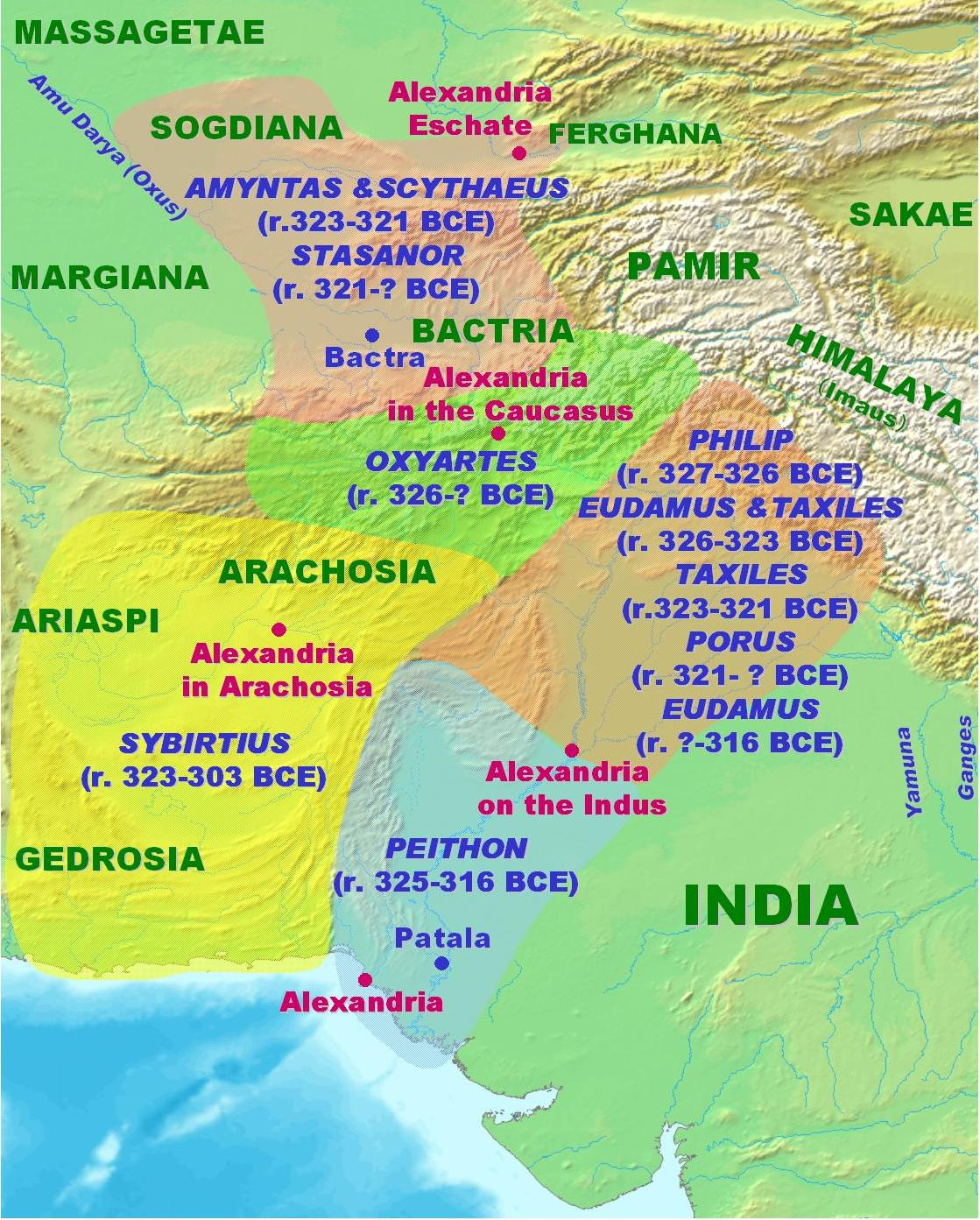
Sibyrtios là phó vương của Arachosia và Gedrosia sau khi Alexander qua đời.

Sibyrtios (tiếng Hy Lạp: Σιβύρτιος; sống ở thế kỷ thứ 4 trước Công nguyên) là một tướng lĩnh Hy Lạp đến từ đảo Crete  phục vụ cho Alexandros Đại đế, người đã bổ nhiệm ông, ngay sau khi trở về từ Ấn Độ (326 TCN), làm thống đốc tỉnh Carmania. Sau đó ông đổi lấy chức phó vương quan trọng hơn của Arachosia và Gedrosia, mà ông đã kế thừa sau cái chết của Thoas.  Sau khi Alexandros mất (năm 323 TCN), Sibyrtios, giống như hầu hết các thống đốc khác của các tỉnh phía đông xa xôi, đã giữ lại quyền phó vương của mình, được một lần nữa được khẳng định cho ông ta trong cuộc phân chia thứ hai ở Triparadisus, năm 321 trước Công nguyên. Trong những cuộc tranh chấp sau đó phát sinh giữa các phó vương phía đông, Sibyrtios là một trong những người hỗ trợ Peucestas chống  lại Peithon và Seleukos, và sau đó ông đi cùng ông ta khi gia nhập Eumenes ở Susiana, năm 317 TCN. Ông đi theo ông ta, tuy nhiên, là Peucestas, và không phải là Eumenes, và trong âm mưu của các cựu binh chống lại chỉ huy của mình, Sibyrtios mạnh mẽ ủng hộ ông rằng ông phải chịu những sự không công bằng đặc biệt từ Eumenes, người đã đe dọa sẽ đưa ông ra xét xử;.
Arrian đề cập rằng Megasthenes, sử gia và đại sứ của Seleukos ở Ấn Độ sau khi hiệp ước năm 303 của ông với Chandragupta, sống với Sibyrtios, cho thấy sau này có thể ông đã giữ được chức phó vương một thời gian khá dài:
"Megasthenes sống với Sibyrtios, phó vương của Arachosia, và thường nói về chuyến viếng thăm của ông đến Sandracottus, vua của người Ấn Độ."